# Ysaline Bonaventure
Ysaline Bonaventure (født 29. august 1994 i Rocourt, Belgien) er en professionel tennisspiller fra Belgien.